# 紅色一號
《紅色一號》（英語：Red One）是一部2024年美國動作冒險聖誕電影，由傑克·卡斯丹執導，克里斯·摩根編劇。主演陣容包括巨石強森、克里斯·伊凡、琪蘭·席普卡、刘玉玲、瑪麗·伊莉莎白·艾利斯、J·K·西蒙斯、尼克·克羅爾、克里斯多佛·希夫哲和邦妮·亨特。
本片對聖誕節傳說重新構想，描述在平安夜，正派與反派的對決。正派由聖誕老人組成；反派由反對聖誕老人的其他角色組成。該片被視為潛在系列電影的首部作品；由七塊錢製片公司、亞馬遜工作室、偵探社公司和克里斯·摩根製片公司合資製作。
《紅色一號》2024年11月15日在美國院線上映。2024年12月12日於線上平台Amazon Prime Video上架。

## 劇情
M.O.R.A（神話監督和恢復組織）是秘密的多邊軍事組織，負責監督和保護神話生物與人類之間的秘密和平條約。卡倫·達瑞夫特是ELF（執法後勤和防禦部隊）的指揮官，也是聖誕老人的維安負責人，因對世界上的人類頑皮孩子的增加感到失望，在最後一次聖誕巡邏後請求退休。聖誕節的前夕，一支黑色行動小組闖入北極建築群並綁架了聖誕老人。卡倫向柔伊局長通報了綁架事件，她的團隊發現北極的秘密地點已被傑克·歐麥力洩露，傑克是僱傭黑帽駭客，聲稱能夠找到世界上任何事物。
柔伊逮捕傑克進行審問。傑克稱不知道自己竊取的資訊與聖誕老人有關，只是將其發送給了一位匿名買家。如果傑克幫助他們找到聖誕老人，柔伊提出將支付雙倍的報酬，但在他體內放置了一枚追蹤器。卡倫不情願地與傑克合作，追蹤買家泰德，以尋找聖誕老人。泰德是在阿魯巴安排傑克和綁匪交易的中間人。泰德告訴他們綁匪是冬季女巫葵拉，但被葵拉注意到此談話，於是派出三名雪怪去消滅他們；儘管卡倫和傑克擊敗了他們，但泰德在混戰中被凍住。
卡倫懷疑葵拉可能與聖誕老人關係疏遠的收養弟弟坎卜斯合作，坎卜斯也是葵拉的前情人、頑皮名單的創造者。卡倫和傑克闖入坎普斯的巢穴但被抓獲；卡倫請求坎卜斯幫助自己找回聖誕老人，但遭拒絕。坎卜斯透露，葵拉來找自己是為了取回魔法水晶球（Glaskäfig），一種能將人囚禁的神奇水晶雪球。傑克雖然被允許離開，但仍留下來說服坎卜斯與卡倫一起玩「坎卜斯呼巴樂」（Krampusschlagen，雙方互賞巴掌的遊戲）。傑克拿回了卡倫的魔法腕套並幫助卡倫擊倒坎卜斯，兩人趁亂逃脫。
葵拉和她的兒子們把昏迷的聖誕老人關在一座籠牢中，籠牢正吸走他的魔法。葵拉複製了魔法水晶球，並打算藉此永遠監禁世上所有曾被列入頑皮名單的頑皮孩子。她在傑克及其疏遠的兒子狄倫身上測試了水晶球，成功將傑克及狄倫關在水晶球中。傑克和狄倫在彼此相鄰的水晶球裡進行了一次衷心的交談，透過讓他們「變得更好」，導致雪球破裂並逃脫。柔伊和卡倫使用傑克體內的追蹤器在北極圓頂找到了傑克，並意識到葵拉等人和聖誕老人從未離開過北極。他們也得知葵拉的變形怪勢力已經接管了圓頂。他們前往北極並釋放了被監禁的克勞斯夫人和其他維安人員。在聖誕老人的舊車間裡，他們找到了傑克和狄倫，以及葵拉用來大量生產雪球的玩具複製設備。
因雪橇依賴聖誕老人的力量，葵拉準備帶著昏迷不醒的聖誕老人出發，並分發雪球，卡倫和傑克阻止之。雪橇停下後，葵拉現出原形與卡倫、傑克及前來北極的坎卜斯作戰。聖誕老人康復後呼喚馴鹿群打敗了葵拉，並將她封印在一顆魔法水晶球中。聖誕老人與坎卜斯和解，而葵拉則被佐柔伊看管著。
北極圓頂的每個人都在為平安夜的送禮行動做準備，聖誕老人邀請傑克和狄倫一起上路。聖誕老人成功完成了送禮行動，卡倫看見傑克與狄倫重建了父子關係，這說服自己打消退休的念頭。

## 演員
- 巨石強森[7]飾演卡倫·達瑞夫特（Callum Drift）
- 克里斯·伊凡飾演傑克·歐麥力（Jack O’Malley）
- 刘玉玲飾演柔伊·哈洛（Zoe Harlow）
- J·K·西蒙斯飾演尼克（Nick）：聖誕老人。
- 琪蘭·席普卡飾演葵拉（英语：Grýla）
- 邦妮·亨特飾演克勞斯夫人（英语：Mrs. Claus）
- 克里斯多佛·希夫哲飾演坎卜斯
- 尼克·克羅爾（英语：Nick Kroll）飾演泰德（Ted）
- 瑪麗·伊莉莎白·艾利斯（英语：Mary Elizabeth Ellis）飾演奧莉維亞（Olivia）
- 馬克·伊凡·傑克森（英语：Marc Evan Jackson）飾演瑞克舅舅（Uncle Rick）
- 韋斯利·金梅爾（Wesley Kimmel）飾演狄倫（Dylan）
- 雷納爾多·法貝爾（Reinaldo Faberlle）聲演賈西亞探員（Agent Garcia）
- 珍娜·卡奈兒（英语：Jenna Kanell）飾演坎卜斯的賓客
- 強·魯尼斯基（英语：Jon Rudnitsky）飾演商場的網紅

## 製作
《紅色一號》靈感來自七塊錢製片公司的海勒姆·賈西亞（Hiram Garcia）。電影最早預定巨石強森領銜主演，傑克·卡斯丹擔任導演。克里斯·伊凡在2022年1月加入演出陣容；琪蘭·席普卡於9月加入。其餘演出陣容在接下來的一個月中公開，包括刘玉玲、瑪麗·伊莉莎白·艾利斯、J·K·西蒙斯、尼克·克羅爾、克里斯多佛·希夫哲、韋斯利·金梅爾（Wesley Kimmel）與邦妮·亨特。
電影2022年10月起在亚特兰大展開主要拍攝，2023年2月殺青。

## 發行
《紅色一號》原定2023年耶誕檔期在串流媒體Amazon Prime Video獨家上線。2023年12月20日，電影延遲至2024年11月15日在美國院線上映。電影2024年12月12日在Prime Video上發行。

## 迴響

### 評價
爛番茄根據181條評論，本片獲得30%的新鮮度，平均得分4.4／10，觀眾的好評度為80%，平均得分4.1／5。在Metacritic上，本片獲得34分，影評界負評居多。

### 票房
| 上一届： 《猛毒最終章：最後一舞》 | 2024年台北週末票房冠軍 第45週 | 下一届： 《神鬼戰士II》 |
| 上一届： 《猛毒最終章：最後一舞》 | 2024年美國週末票房冠軍 第46週 | 下一届： 《魔法壞女巫》 |